# SAGEM Sigma 30
El Sigma 30  es un sistema de navegación inercial producido por SAGEM para su uso con aplicaciones de artillería, incluidos obuses, múltiples lanzadores de cohetes, morteros y cañones ligeros. Actualmente se produce para más de 25 programas internacionales, incluidos Francia (CAESAR, 2R2M, MLRS), Serbia (Nora B 52), Suecia (FH77 BD, Archer), India (Pinaka MBRL), tanque polaco PT-91M (construcción para Malasia) y los Estados Unidos .
Sigma 30 también se puede integrar en sistemas más complejos (Sistema de determinación de posicionamiento y azimut).